# Janovce
Janovce es un municipio del distrito de Bardejov en la región de Prešov, Eslovaquia, con una población estimada a final del año 2024 de 479 habitantes.
Se encuentra ubicado en el centro-norte de la región, cerca del río Topľa (cuenca hidrográfica del río Tisza) y de la frontera con Polonia.

## Demografía
| Año        | 1994 | 2004    | 2014    | 2024     |
| ---------- | ---- | ------- | ------- | -------- |
| Población  | 403  | 419     | 433     | 479      |
| Diferencia |      | +3,97 % | +3,34 % | +10,62 % |

| Año        | 2023 | 2024    |
| ---------- | ---- | ------- |
| Población  | 470  | 479     |
| Diferencia |      | +1,91 % |